# Leo Slezak
Leo Slezak (ur. 18 sierpnia 1873 w Mährisch-Schönberg, zm. 1 czerwca 1946 w Rottach-Egern) – austriacki śpiewak (tenor dramatyczny) i aktor filmowy.
Jego duży głos o charakterystycznej barwie cechował się rzadką możliwością wykonywania niezwykle szerokiego i zróżnicowanego repertuaru, tak partii dramatycznych (w tym typowych dla tenora bohaterskiego), jak i typowo lirycznych. Slezak wyróżniał się wysokim wzrostem i potężną posturą, co wpływało na jego możliwości wokalne. W obrębie swojej kategorii głosowej należał do najbardziej cenionych śpiewaków, także przez wiodących dyrygentów swoich czasów (np. Toscaniniego). Choć głos Slezaka klasyfikuje się często jako tenor bohaterski (Heldentenor), wykonywał on jednak raczej lżejsze role wagnerowskie (a więc nie Tristana czy Zygfryda): określa się go też węższym terminem jugendlicher Heldentenor („młodzieńczy tenor bohaterski”), albo jako głos „liryczno-dramatyczny”. Wśród tenorów bohaterskich wyróżniał się lekkością i ruchliwością głosu, jasną barwą i przyjemnie brzmiącymi górami. Był także cenionym wykonawcą repertuaru pieśniowego (wiele nagrań) – pieśni wykonywał z niezwykłą ekspresją, popadając jednak niekiedy w nadmierny sentymentalizm. Zagrał w kilkudziesięciu filmach, głównie komediach, odznaczał się bowiem poczuciem humoru i zmysłem komicznym, przejawiającymi się także w jego publikacjach i w życiu prywatnym.

## Życiorys

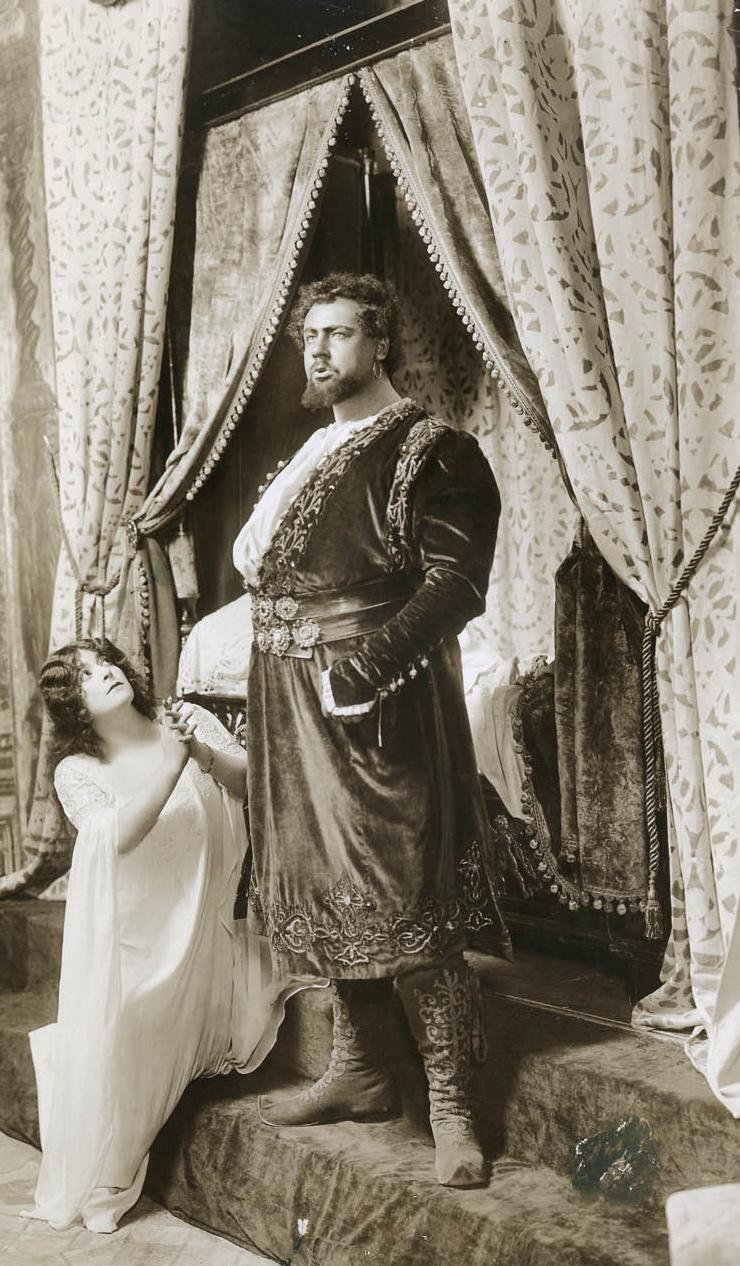
Leo Slezak i Frances Alda jako Otello i Desdemona, Metropolitan Opera 1909

Leo Slezak urodził się 18 sierpnia 1873 w Mährisch-Schönberg (obecnie Šumperk), w rodzinie katolickiej. Był synem Leo Rudolfa Slezaka, młynarza (w Šumperku) i magazyniera (w Brnie), i Anny Kretschmer. Po wydaleniu ze szkoły początkowo pracował jako ogrodnik w Šumperku, następnie od 1888 jako uczeń ślusarski w Brnie – po egzaminie czeladniczym uczęszczał do szkoły zawodowej (Werkmeisterschule). W Brnie, gdzie pracował także jako statysta teatru miejskiego, oraz uczył się śpiewu w jego chórze, jego talent odkrył Adolf Robinson (1838–1920), znany baryton, który przez dwa lata nieodpłatnie uczył go śpiewu. Podejmował się wtedy wielu zajęć zawodowych, był żołnierzem, pracownikiem biurowym i przedstawicielem handlowym, ostatecznie we wrześniu 1895 po przesłuchaniu otrzymując angaż w brneńskim teatrze. 17 marca 1896 zadebiutował tam jako Lohengrin. Mimo początkowych trudności jego kariera rozwijała się stosunkowo szybko. W 1898 zaangażowany został na pięć lat przez Operę Berlińską, gdzie rzadko występował i powierzano mu tylko niewielkie role, ubiegał się więc o zwolnienie z kontraktu. Udało mu się jednak uzyskać jedynie dwuletnie urlopowanie, dzięki czemu w latach 1899–1901 mógł podjąć pracę w Operze Wrocławskiej, umożliwiającą mu szybszy rozwój wokalno-artystyczny (we Wrocławiu role wagnerowskie: Zygfryd, Tannhäuser, Walter von Stolzing w Śpiewakach norymberskich). 18 maja 1900 zadebiutował w Royal Opera House jako tytułowy Lohengrin (występując tam wtedy także jako Zygfryd i Tannhäuser), jego debiut w Londynie zrujnowało jednak poruszenie wywołane wiadomością o odsieczy oblężonego Mafeking. W 1900 zawarł małżeństwo z Elsą Wartheim (wł. Elisabeth, 1874–1944), aktorką teatralną, która po ślubie zakończyła karierę. Mieli dwoje dzieci: Margarete Slezak (1901–1953, także Winter, Normann), śpiewaczkę i Waltera Slezaka (1902–1983), aktora filmowego i śpiewaka (głównie operetki); znaną aktorką została także córka Waltera Erika Slezak (ur. 1946). Przez wiele lat rodzina wypoczywała w alpejskiej posiadłości w Rottach-Egern, według wspomnień Waltera Slezaka zakupionej w 1910.
Dzięki pomocy Gustava Mahlera, który zaprosił go do współpracy z Operą Cesarską w Wiedniu, Slezak uzyskał zwolnienie z umowy z Operą Berlińską. Z Operą Wiedeńską związał się na całe życie, jej członkiem był w latach 1901–1912 i 1917–1934 (po 1926 rzadko już jednak występując, w 1927 został członkiem honorowym). Zadebiutował tam w 1901 jako Arnold w Wilhelmie Tellu Rossiniego, ostatnią rolą w 1934 był natomiast Otello. Rola Otella należała zresztą do najbardziej cenionych w całej jego karierze, po raz pierwszy wykonywał ją w 1909 w wiedeńskiej Volksoper. W sumie wystąpił w Wiedniu w 936 przedstawieniach i 44 różnych rolach. W 1907 (lub 1908), ze względu na chęć rozwinięcia kariery międzynarodowej w repertuarze francuskim i włoskim oraz udoskonalenia techniki wokalnej, przez siedem miesięcy kształcił się dodatkowo u Jana Reszke w Paryżu: nauka była efektywna, gdyż w 1909 zaśpiewał w Covent Garden Otella, ze szczególną potęgą i pięknością tonu. W czasie nauki w Paryżu występował jako Faust, Don José (Carmen) oraz w kilku operach Giacomo Meyerbeera, w 1909 wystąpił natomiast z zespołem Metropolitan Opera w Théâtre du Châtelet. Tegoż roku zadebiutował w samej Metropolitan Opera Otellem (pod batutą Toscaniniego, odnosząc jeszcze większy sukces niż w Londynie). W Nowym Jorku zatrudniony był od 1909 do stycznia 1913, występował głównie w rolach wagnerowskich (Tannhäuser – 1910, Lohengrin, Walter w Śpiewakach norymberskich) oraz jako Manrico (Trubadur), Radames (Aida) Herman (Dama pikowa – 1910, premiera amerykańska), Tamino (Czarodziejski flet), Faust i Alessandro Stradella (opera Friedricha von Flotowa), często pod batutą Mahlera i Toscaniniego; przede wszystkim zaś jako Otello, przy czym w roli Desdemony partnerowała mu Frances Alda. W ciągu czterech sezonów było to łącznie 10 ról w 72 przedstawieniach, nie licząc tournée. W 1910 występował także w Operze Bostońskiej, jako Manrico i Otello. Wraz z zespołem Metropolitan Opera brał udział w tournée amerykańskich. Aż do 1917 podróżował po Stanach Zjednoczonych w ramach całorocznych tras koncertowych.
Podejmował wiele występów gościnnych, nie tylko jako śpiewak operowy, ale też jako wykonawca repertuaru pieśniowego – także w kilkuletnim okresie przerwy w występach w Wiedniu, kiedy to zyskał sławę międzynarodową (rozległy repertuar pieśni budować zaczął wraz ze swoim akompaniatorem Oskarem Dachsem po I wojnie światowej). Śpiewał m.in. w Pradze (Deutsches Theater, 1901), Zürychu (Stadtheater, 1902), Mediolanie (La Scala, 1905 – Tannhäuser), Brnie (1905), Lwowie (1907), Frankfurcie (m.in. 1912, 1917), Dreźnie (Hofoper, 1916), Budapeszcie (1918), Kopenhadze (1920), Sztokholmie (1920–21), Bazylei (Stadtheater, 1922), a także Amsterdamie, Rotterdamie, Berlinie, Moskwie, Monachium, Paryżu, Petersburgu i Warszawie. Jego repertuar obejmował łącznie 66 ról. Do najważniejszych należą Walter (Śpiewacy norymberscy), Eléazar (Żydówka), Jean de Leyde (Prorok), Raoul (Hugenoci), Faust, Assad (Królowa Saby), Książę (Rigoletto), Manrico (Trubadur), Radames (Aida), Canio (Pajace), Kalaf (Turandot – premiera wiedeńska w 1926), Lohenhrin, a przede wszystkim Otello. Do jego repertuaru należały jednak także role typowo liryczne, jak Tamino (Czarodziejski flet), Julian (Luiza Charpentiera), Faust czy George Brown (Biała dama François-Adriena Boieldieu).

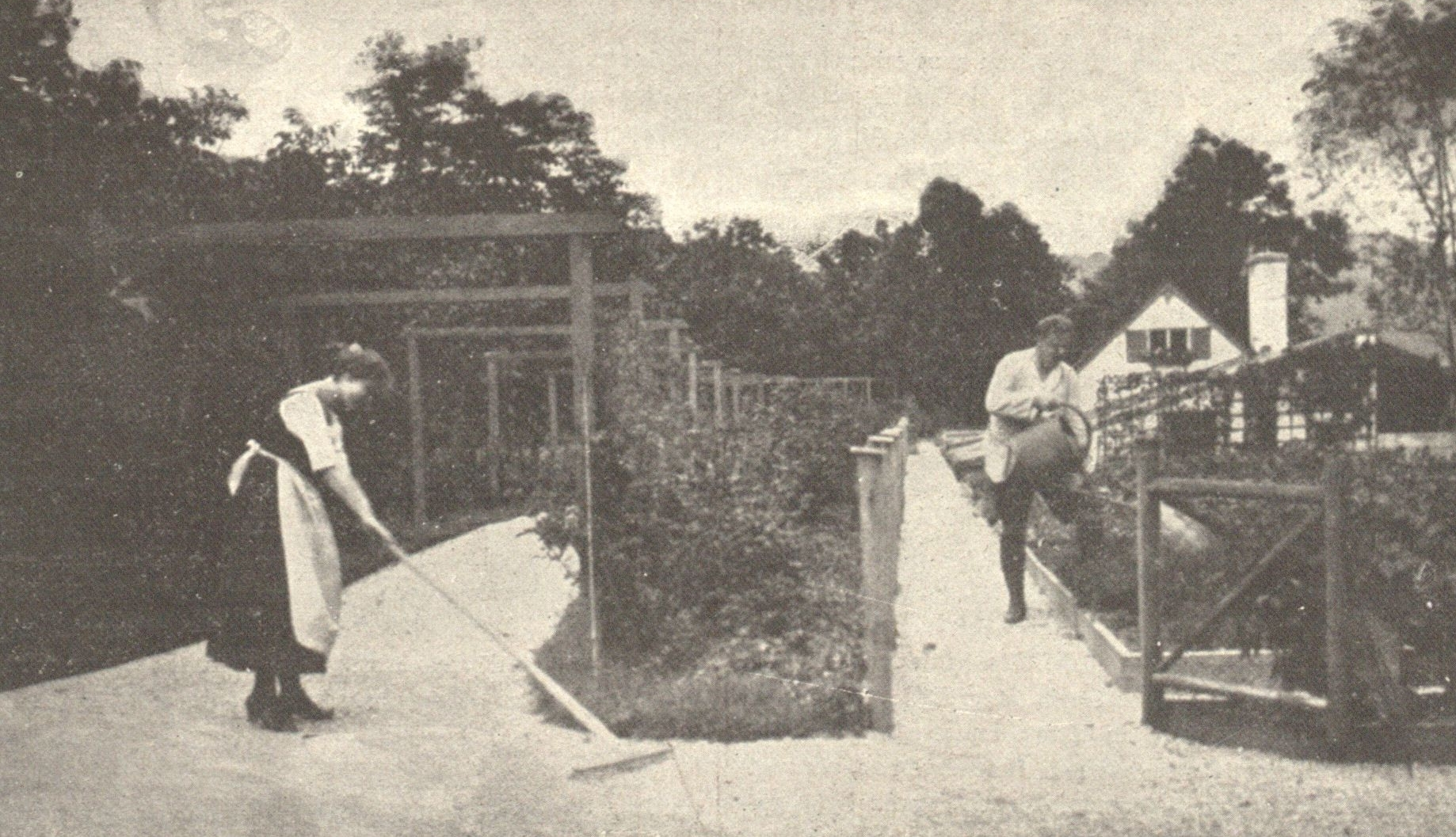
W ogrodzie z córką (Rottach-Egern, 1918)

Niekiedy brał udział także w przedstawieniach operetek – np. jako Barinkay w Baronie cygańskim (Wiedeń 1910), a także, z wielkim sukcesem, w Sinobrodym (Barbe-bleue) Offenbacha (Berlin 1929) – i rewiach (w 1924 w berlińskiej Komische Oper – Das hat die Welt noch nicht geseh’n). Pod koniec kariery rzadziej występował w operach, częściej natomiast w koncertach solowych, zwłaszcza jako wykonawca pieśni: jego tournée w tym charakterze cieszyły się znacznym powodzeniem. Rozpoczął natomiast karierę filmową – wystąpił w ok. 50 filmach niemieckich i austriackich, ze względu na swój talent komiczny głównie komediach, najczęściej w rolach ojców i wujków (m.in. Der Frauendiplomat, 1932; G’schichten aus dem Wienerwald, 1934; La Paloma, 1934; Die lustigen Weiber, 1936; Der letzte Wiener Fiaker, 1937; Gasparone, 1937; Heimat, 1938; Es war eine rauschende Ballnacht, 1939; Operette, 1940; Münchhausen, 1943). Slezak należał w okresie III Rzeszy do grona artystów, którym Adolf Hitler „przebaczył” małżeństwo z osobą pochodzenia żydowskiego i nie były niepokojone przez władze, co stanowiło wyjątek od obowiązującego ustawodawstwa antysemickiego; także jego córka Margarete, znająca Hitlera osobiście od wielu lat, mogła swobodnie występować na scenie (Neue Deutsche Biographie podaje jednak, że miał trudności ze zdobywaniem ról). Od końca lat 20. brał udział także w humorystycznych audycjach radiowych.
Jest autorem czterech publikacji autobiograficznych, pełnych humoru:
- Meine sämtlichen Werke, Berlin 1922
- Der Wortbruch, Berlin 1927 (wyd. angielskie tej i powyższej łącznie Song of Motley. Being the Reminiscences of a Hungry Tenor, 1938)
- Der Rückfall, Berlin 1940
- Mein Lebensmärchen, München 1948

Jego syn Walter wydał utrzymany w podobnym duchu tom What Time’s the Next Swan? (New York 1962; wyd. niem. Wann geht der nächste Schwan? München 1964), nawiązujący tytułem do jednego z wielu anegdotycznych wydarzeń w życiu ojca. W czasie przedstawienia Lohengrina Slezak nie zdążył wsiąść na łabędzia, który odpłynął – ku rozbawieniu publiczności śpiewak spytał wtedy: „O której odpływa następny łabędź?” („Wann fährt der nächste Schwan?”). Ze względu na zamiłowanie do żartów Slezaka, zawarty także w jego pisanych żywo i barwnie, a jednocześnie stanowiących istotny materiał dokumentujący epokę pamiętnikach materiał anegdotyczny jest zresztą obfity. Tak np. pewnego razu nie mając czym zapłacić za hotel, udał się na rozmowę z jego właścicielką w zbroi Lohengrina, spodziewając się skłonić ją w ten sposób do ustępstw. Innym razem strojąc miny rozśmieszył chór Metropolitan Opera do tego stopnia, że zachwiał przedstawieniem (zapłacił jednak z własnych pieniędzy grzywnę nałożoną na chórzystów przez dyrekcję). Walter Slezak opracował ponadto wybór listów Mein lieber Bub. Briefe eines besorgten Vaters (München 1966). O ojcu pisała także córka Margarete (Der Apfel fällt nicht weit vom Stamm, 1953 – autobiografia). Wśród osobnych publikacji poświęconych Slezakowi wymienić można: Ludwig Klinenberger, Leo Slezak. Ein Beitrag zur Geschichte der dramatischen Gesangskunst (1910); Hanna von Feilitzsch, Leo Slezak. Der Meister d. hohen C’s (1996).

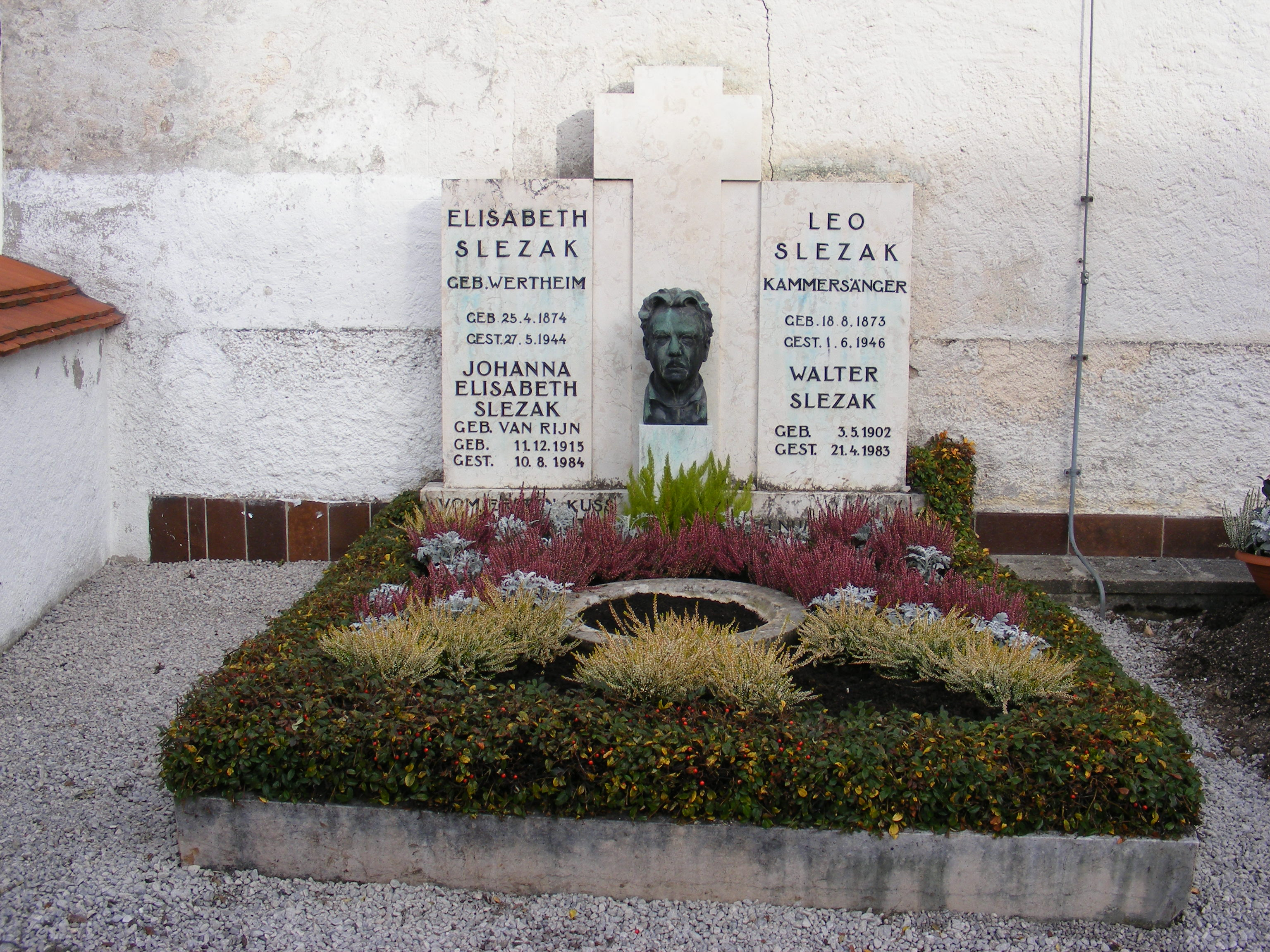
Grób Slezaka

Otrzymał tytuł cesarskiego-królewskiego śpiewaka dworskiego (Kammersänger; 1905) oraz królewskiego śpiewaka dworskiego w Bawarii i Rumunii, a także wiele międzynarodowych orderów i medali. W 1926 został członkiem honorowym Opery Wiedeńskiej, zaś w 1928 Accademia Reggia Filarmonica di Bologna. Jego imieniem nazwano kilka ulic (Wiedeń XVIII – Leo-Slezak-Gasse, Berlin-Neukölln i Rottach-Egern – Leo-Slezak-Straße), w Rottach-Egern wystawiono także artyście pomnik. Dużą część spuścizny po śpiewaku (nagrania, dokumentacja fotograficzna) przechowuje Österreichisches Theatermuseum. Pochowany jest w grobowcu rodzinnym w Rottach-Egern.